# Fuat Saner
Fuat Saner (* 31. Oktober 1945 in Istanbul) ist ein ehemaliger türkischer Fußballspieler. Aufgrund seiner langjährigen Tätigkeit für Fenerbahçe Istanbul wird sein Name eng mit diesem Verein in Verbindung gebracht. So war er Teil jener Fenerbahçe-Mannschaft, die in der Saison 1967/68 mit dem Gewinn der türkischen Meisterschaft und des türkischen Pokals zum ersten Mal in der Vereinsgeschichte das türkische Double holen konnte. In der Saison 1973/74 gehörte er auch zum Kader, der den zweiten Double-Sieg der Vereinsgeschichte erringen konnte.

## Spielerkarriere

### Verein
Saner begann mit den Vereinsfußball 1963 in der Nachwuchsabteilung des Istanbuler Vereins Çapa SK. 1964 wechselte er zum Istanbuler Erstligisten Feriköy SK. Bei diesem Verein, bei dem sich auch sein Vater Siyamettin Saner im Vereinsvorstand befand, eroberte er schnell einen Stammplatz und spielte nachfolgend für die türkische U-18- und die U-21-Nationalmannschaft.
Nachdem er sich zwei Spielzeiten lang durchgängig als Stammspieler behaupten konnte, versuchten ihn im Sommer 1966 mehrere Vereine zu verpflichten. Dabei bemühten sich besonders Fenerbahçe Istanbul und Galatasaray Istanbul um eine Verpflichtung. Beide Vereine versuchten sich den Umstand zunutze zu machen, dass Saner noch unter einer Amateurspielerlizenz spielte und deswegen nach der damals gültigen Regelung zu günstigen Konditionen verpflichtbar war. Galatasaray lud sogar Saner zu seinem vorsaisonalen Vorbereitungscamp ein und zog so den Unmut der Vereinsverantwortlichen von Feriköy auf sich. Die Verpflichtungsbemühungen beider Vereine blieb in dieser Transfersaison ohne Erfolg. Erst in der Sommertransfersaison 167 einigte sich Fenerbahçe mit Feriköy. So wechselte Saner gegen eine Ablösesumme von 15.000 Türkische Lira zu Fenerbahçe. Bei seinem neuen Verein eroberte Saner schnell einen Stammplatz. Hier konnte er in seiner ersten Saison, der Saison 1967/68, mit seinem Team unter der Führung des ungarischen Trainers Ignác Molnár die türkische Meisterschaft und zusätzlich den Türkischen Pokal holen. Dadurch gehörte Saner zu jenem Kader Fenerbahçes, die das erste Double der Vereinsgeschichte holen konnte. Zudem wurde im Oktober 1967 der Balkanpokal der Saison 1966/67 geholt. Trotz dieses erfolgreichen Einstandes bei Fenerbahçe äußerte Saner, der in einigen Vorbereitungsspielen auf der Ersatzbank gesessen hatte, im Sommer 1968 seinen Unmut und bat um seinen Verkauf. Die zweite Spielzeit unter Molnár blieb sein Verein sowohl in der Liga als auch im Pokal hinter den Erwartungen zurück. In dieser Saison verlor Saner phasenweise seinen Stammplatz und beendete die Saison mit 21 Pflichtspieleinsätzen. Nach dieser enttäuschenden Saison ersetzte der Klub Molnár durch den rumänischen Trainer Traian Ionescu. Unter diesem Trainer kehrte Saners Team auf die Erfolgsspur zurück, beendete die Saison 1969/70 als türkischer Meister und holte zudem den vorsaisonal gespielten TSYD-Istanbul-Pokal. Saner verlor allerdings in dieser Saison weiter an Bedeutung in den Mannschaftsplanungen und beendete die Saison mit 12 Pflichtspieleinsätzen. Trotz der erfolgreichen Saison mit Ionescu ersetzte die Vereinsführung ihn durch seinen Landsmann Constantin Teașcă. Unter diesem neuen Trainer behauptete sich Saner wieder als Stammspieler und steigerte seine Pflichtspieleinsätze auf 43 Spiele. Sein Verein verfehlte die Titelverteidigung in der türkischen Meisterschaft und beendete die Saison hinter dem Erzrivalen Galatasaray als Vizemeister.
Auch in der Spielzeit 1971/72 behielt Saner seinen Stammplatz. Die Saison beendete er mit 35 Pflichtspieleinsätzen, blieb aber mit seinem Klub titellos. In der Saison 1972/73 festigte Saner weiter seine Stellung innerhalb der Mannschaft und spielte auch regelmäßig für die türkische Nationalelf. Mit seiner Mannschaft konnte er in dieser Saison den Präsidenten-Pokal, den Premierminister-Pokal und die türkische Vizemeisterschaft holen. Gegen Ende der Saison 1972/73 geriet Saner aber zusehends in die Kritik, so wurde er in einigen Spielen von den eigenen Zuschauern ausgepfiffen. Mit dem Saisonende setzte ihn dann Fenerbahçe auf die Verkaufsliste. Nach diesen Entwicklungen verwies Saner darauf, dass er mit seinem Verein bis zum Sommer 1975 einen Vertrag besitze und diesen auch erfüllen wolle. Da er allerdings seitens der Vereinsführung keine Zustimmung gefunden hatte, bemühte sich im Sommer 1973 Vefa Istanbul um eine Verpflichtung Saners. Vor der Saison 1973/74 wurde Saner zusammen mit seinen Mitspielern Muharrem Algıç, Necati Göçmen und Yavuz Şimşek aus dem Mannschaftskader suspendiert und musste phasenweise am Training der Reservemannschaft teilnehmen. Nachdem ein Verkauf Saners nicht zustande gekommen war, wurde er nach fünfmonatiger Abstinenz Mitte November 1973 in den Mannschaftskader aufgenommen und wieder am Training beteiligt. Eine Woche später wurde er bei der Ligapartie gegen Mersin İdman Yurdu über die volle Spiellänge eingesetzt. Nach diesem Spiel fiel er verletzungsbedingt den Rest der Saison aus. Mit seinem Verein beendete er diese Saison als türkischer Meister und Pokalsieger. Dadurch wurde er auch Teil jener Mannschaft, die zum zweiten Mal den Double-Sieg der Vereinsgeschichte holen konnte. Zudem holte er mit seinem Verein auch den vorsaisonal ausgetragenen TSYD-Istanbul-Pokal. Nach dieser Spielzeit verließ er seinen Verein und beendete seine Karriere.

### Nationalmannschaft
Saners Nationalmannschaftskarriere begann im Februar 1964 mit einem Einsatz für die türkischen U-18-Nationalmannschaft.
In den Jahren 1965 bis 1969 spielte er dann u. a. im Rahmen des Balkan-Cups vier Mal für die türkischen U-21-Nationalmannschaft. Bei einigen dieser Einsätze war Saner deutlich über 21 Jahre alt.
1972 wurde er im Rahmen eines Qualifikationsspiels der Weltmeisterschaft 1974 gegen die luxemburgische Nationalmannschaft vom Nationaltrainer Coşkun Özarı zum ersten Mal und für das Aufgebot der türkischen Nationalmannschaft nominiert und absolvierte in dieser Partie sein einziges A-Länderspiel.
Insgesamt absolvierte er ein U-18-, sieben U-21- und drei A-Länderspiele.

## Erfolge
Mit Fenerbahçe Istanbul
- Türkischer Meister: 1967/68, 1969/70, 1973/74
- Türkischer Vizemeister: 1966/67, 1970/71, 1972/73
- Türkischer Pokalsieger: 1967/68, 1973/74
- Präsidenten-Pokalsieger: 1967/68, 1972/73
- Premierminister-Pokalsieger: 1972/73
- TSYD-Istanbul-Pokalsieger: 1969/70
- Spor-Toto-Pokalsieger: 1966/67, 1973/74
- Balkanpokalsieger: 1966/67